# Ruta Provincial 34 (Córdoba)

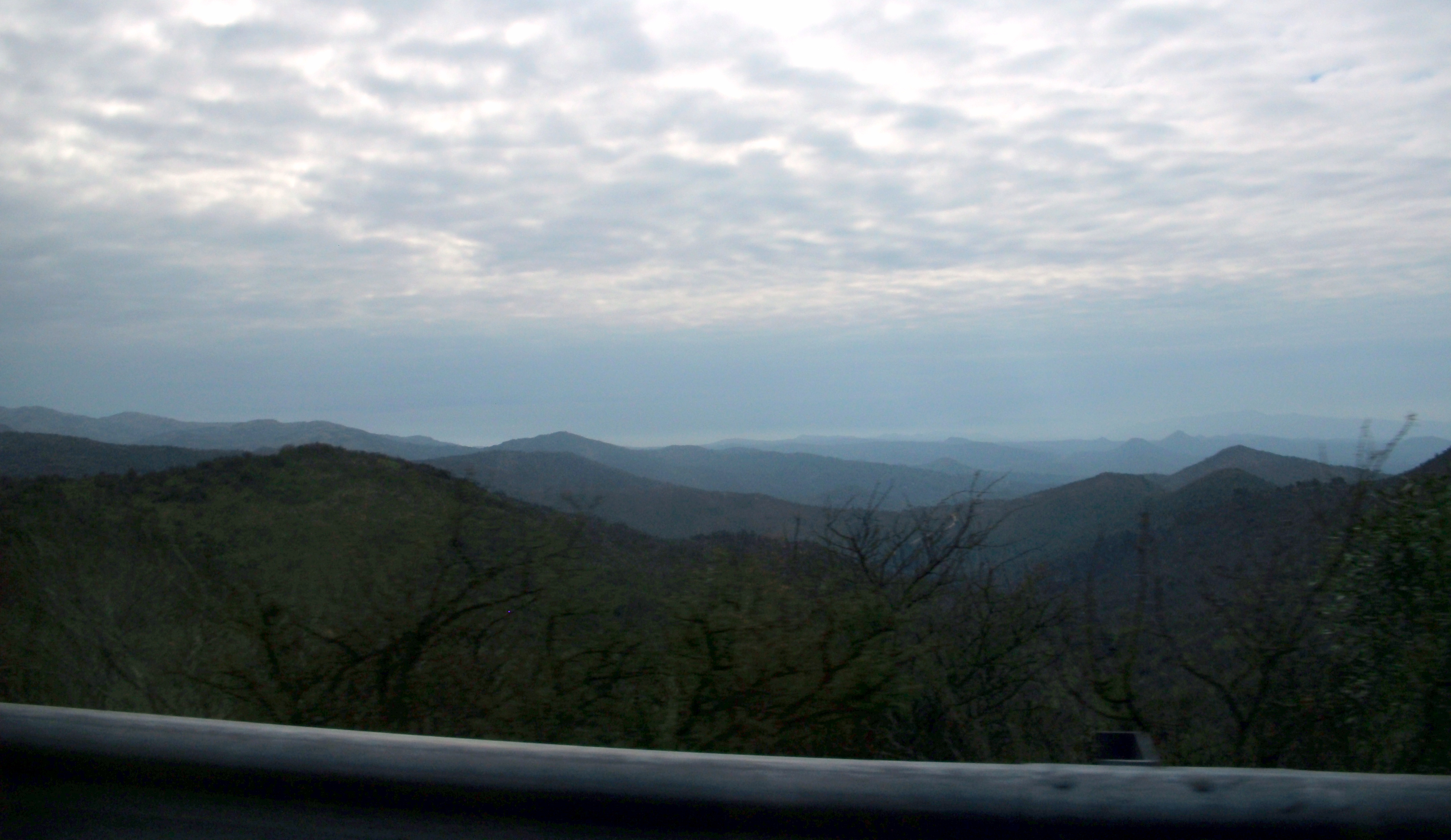
La ruta intercala planicies con cumbres

La Ruta Provincial 34, cuyo nombre es Jorge Raúl Recalde (en memoria del fallecido piloto de rally), también conocida como Camino de las Altas Cumbres, es una carretera argentina ubicada en la provincia de Córdoba que une la Ruta Provincial 14, en el Valle de Traslasierra, con la Ruta Provincial C-45, en Falda del Cañete, facilitando el paso a través de las Altas Cumbres por la región de la Pampa de Achala.
A lo largo de sus poco más de 100 km, no posee ninguna localidad o comuna. Solo hay algunos parajes con pobladores locales o eventuales que atienden puestos de venta de productos regionales (tejidos, cerámica, alimentos, cueros, etcétera) desperdigados a lo largo de todo su trazado, y que apenas llegan a sumar 100 habitantes.
En octubre de 2019, se inauguró el último tramo de esta ruta, dando por finalizada la obra iniciada en la década de 1950.

## Historia
A mediados de la década de 1950, se hizo evidente la necesidad de modernizar la única vía de comunicación entre el Valle de Traslasierra, y la capital provincial.
Este camino que fuera construido sobre una huella de herradura, demarcada por el paso de animales y baqueanos, tenía tres sectores claramente identificados: uno que salvaba el faldeo occidental de las Sierras Grandes, otro que hacía lo propio por el faldeo oriental y una huella que los unía, atravesando la rocosa y desértica Pampa de Achala por encima de los 2.000 m s. n. m.
El primero de estos tramos era el actualmente conocido como Camino del Peregrino (denominado así en homenaje a quien fuera el principal impulsor del valle, el cura José Gabriel del Rosario Brochero). El otro tramo es el camino que surca el faldeo oriental, conocido como Camino de los Puentes Colgantes, y que desemboca en el paraje Copina. En la actualidad (año 2019), ambos trazados siguen siendo utilizados con fines turísticos y deportivos, sin embargo, el tramo que los une, en plena Pampa de Achala, es casi irreconocible.
Este camino era una vía peligrosa de utilizar, no solo por su estrechez, sino también porque era un camino con profundas quebradas, muy sinuoso, extenso y prácticamente desierto, pero por ser la única vía de comunicación entre la región de Traslasierra y la capital provincial, era utilizado en forma permanente.

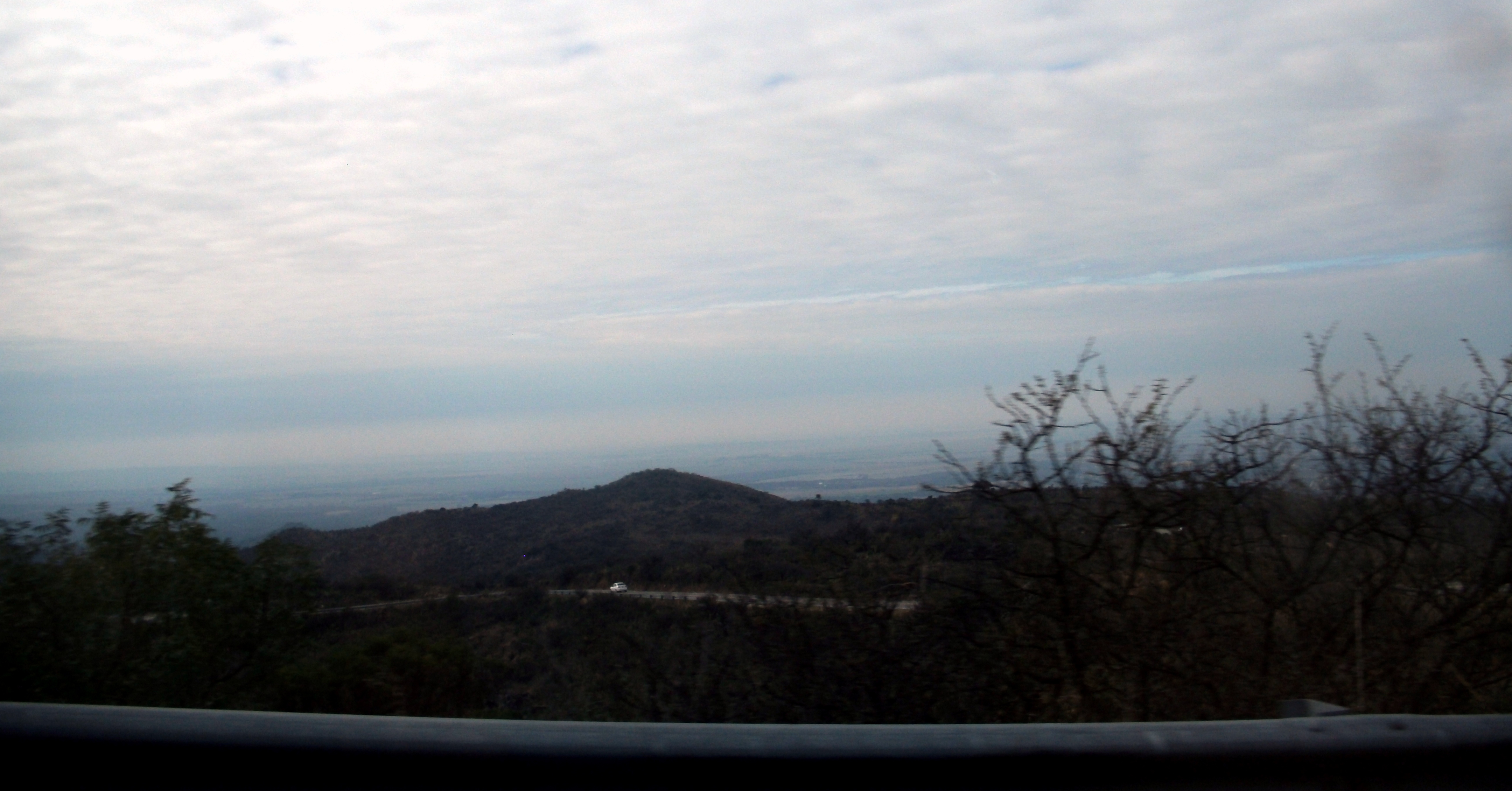
Paisaje montañés desde la ruta

En 1956, el presidente de Vialidad Provincial, ingeniero Laisseca, y luego de estudios topográficos, manifestó que no era posible ni conveniente la rectificación del trazado del camino para hacerlo más seguro, sino que debía trazarse uno nuevo por plena montaña. Utilizando lo mejor de la tecnología existente en aquellos años, y durante la administración del gobernador Arturo Zanichelli, se realizó un estudio aerofotogramétrico de toda la región de las Sierras Grandes, trazándose entonces las primeras líneas del futuro camino y los caminos de apoyo para que se pudieran continuar los estudios sobre la montaña.
El creciente comercio e intercambio de Córdoba con las provincias de San Luis, Mendoza y San Juan, necesitaba de nuevas carreteras que acortaran los tiempos y disminuyeran los costos de transporte, pensando en la importancia de contar con rutas que unieran los puertos del Atlántico con el Pacífico a través de un corredor bioceánico. Tan creciente era la actividad comercial, que durante la década de 1970, existía un puente aéreo entre la capital provincial y la ciudad de Villa Dolores.
En el año 2008, esta obra fue considerada la tercera Maravilla Artificial de Córdoba.

## La obra

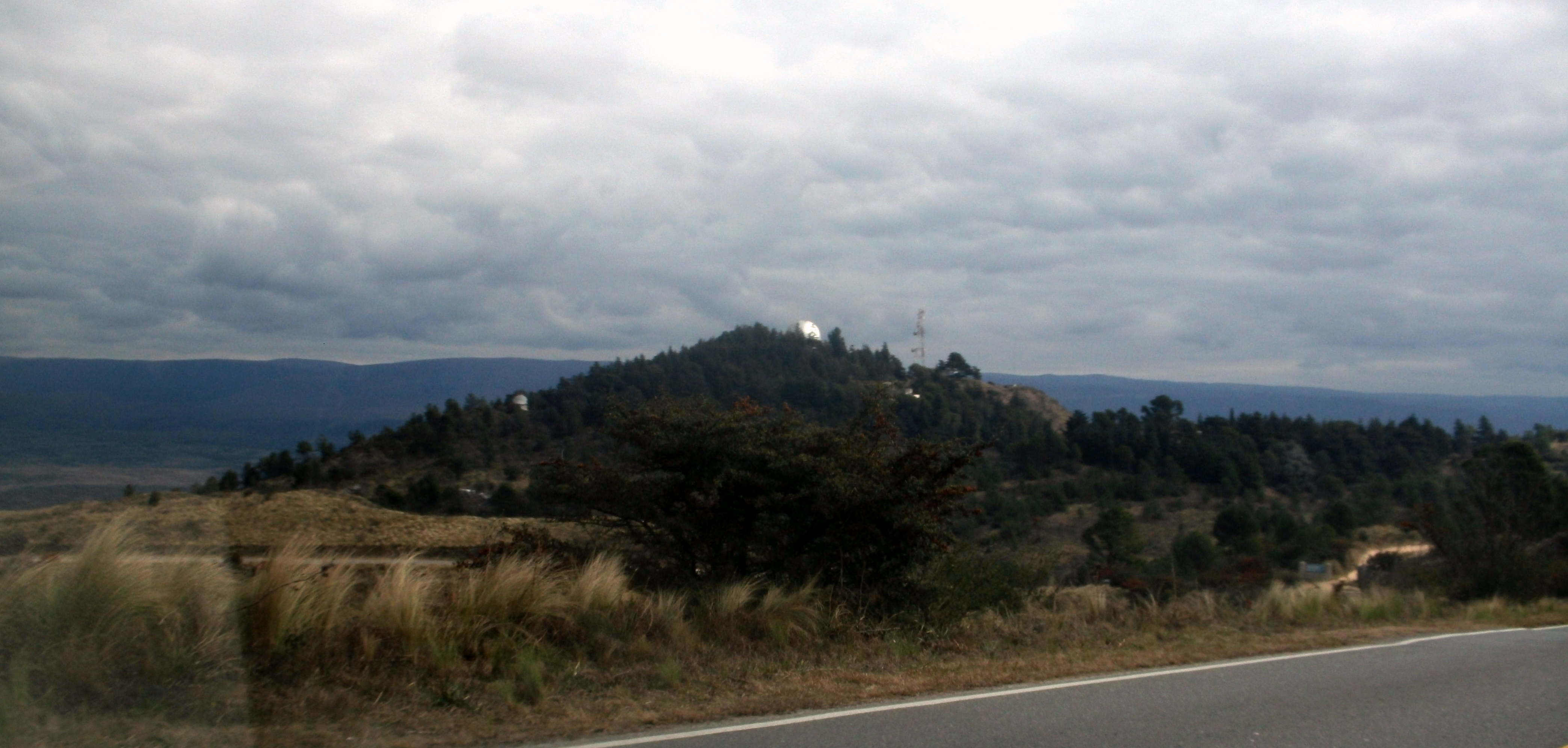
Observatorio de la UNC en medio de las sierras

Antes de iniciar la ejecución del proyecto, se debieron abrir pasos secundarios para llegar a los lugares fijados, montar una compleja infraestructura en la alta montaña, que incluía no solo talleres para el mantenimiento de vehículos, equipos y máquinas, grupos electrógenos, sino también albergues adecuados para los trabajadores, y todo lo que eso implica (condiciones sanitarias, alimentación, servicios de aseo personal, etc, etc).
La construcción del Camino de las Altas Cumbres por aquellos años, resultó una tarea ardua, pues para abrirse paso en la montaña, se debían efectuar los cortes con cargas explosivas, debido a la presencia de grandes masas de rocas. Luego, las topadoras removían el material que, con camiones de gran porte, era trasladado y depositado en donde era necesario rellenar. Luego se pulían los cortes y se terminaban las rasantes del camino con martillos neumáticos, manuales, pico y pala.
Fue un trabajo extenuante debido a que el trazado se efectuó en una topografía de montaña muy escarpada, con numerosas quebradas, profundas y estrechas. En esas quebradas (algunas, hoy ubicadas en la Reserva Hídrica Provincial Pampa de Achala), manan infinidad de vertientes, que dan origen a numerosos cursos de agua permanentes y semipermanentes, de poco caudal en general (pero que se transforman en verdaderas riadas cuando llueve), y que son los afluentes de ríos como Los Condoritos, De la Suela, San Bernardo, Nono San Guillermo, De los Sauces, Mina Clavero, San Antonio, Malambo, etc. que son los que llenan los embalses San Roque, Los Molinos, Río Tercero, La Viña, etc. que dan origen a importantes cursos de agua, que se extienden y abastecen del líquido elemento, a gran parte de la región pampeana, como el Suquía, el Xanaes, el Ctalamochita, y en la región de traslasierra el río Río Mina Clavero, el Panaholma y el San Guillermo.
Se utilizaron cerca de 1.100 t, de explosivos[cita requerida], para remover los 2.100.000 m³[cita requerida], de rocas sedimentarias y graníticas descompuestas, que era necesario remover, para construir ese camino.

## Etapas
Debido a la complejidad de la obra, se decidió dividir la obra en seis etapas, que se construirían en función del presupuesto disponible y la complejidad del trazado.
Esto también trajo aparejado una serie de problemas logísticos, ya que debía coordinarse el trabajo principal con los trabajos anexos, hay que recordar que la vieja Ruta Provincial 14, no se podía cortar al tránsito habitual, por lo que tendría que soportar no solo este tráfico (que ya era intenso) sino que también sería el paso obligado de la maquinaria pesada que operaba en la alta montaña. Esto implicaba una labor permanente de mantenimiento. Hubo que hacer reformas en el trazado y mejoras en la calzada (en algunos lugares se reducía al ancho de un solo vehículo, situación que era insalvable, por ejemplo, en los puentes y alcantarillas). Todo esto producía una gran congestión de tránsito, por lo que viajar a Traslasierra, era, casi, una cuestión épica.
Por aquella época, las localidades de Copina y Cura Brochero, eran los principales centros de abastecimiento de todo tipo de elementos, llámese herramientas, alimentos, vestimenta, etc.

### Primera etapa
La primera etapa se inició trabajando el faldeo oeste del macizo de Achala, en el tramo comprendido entre Niña Paula y Piedra de la Tortuga. Un tramo de 11 km de longitud con calzada de 10m de ancho, que asciende por la ladera occidental de la Cuchilla de la Pirquita, hacia el sur, hasta su finalización, donde quiebra su rumbo hacia el este, para continuar su ascenso por la misma sierra, pero por la ladera oriental, hasta alcanzar el paraje Piedra de la Tortuga.
Este tramo fue finalizado en 1968.

### Segunda etapa
La segunda etapa se inició al año siguiente, comenzando a construir los 11 km que separaban a la Ruta Provincial 14 (en Mina Clavero), con el paraje y Niña Paula. Se hizo una calzada de 20 metros.

### Tercera etapa
En abril de 1972, se inicia la tercera etapa. Se continúa el ascenso desde el oeste, construyéndose el tramo Piedra de la Tortuga - Parador El Cóndor. El más extenso, de todos con 32 km de longitud aproximadamente, y en un ámbito extremadamente escarpado, con grandes rocas y menor pendiente que el tramo precedente, hasta alcanzar la Ruta Provincial 14. Allí tuerce su rumbo hacia el este, atravesando la Pampa de Achala, hasta alcanzar el parador El Cóndor.

### Cuarta etapa
Entre 1977 y 1979 se realiza la cuarta etapa, que construyó el tramo entre el Parador El Cóndor y La Pampilla, un pequeño tramo de poco más de 6 km, que da inicio al descenso de la sierra, por la ladera oriental, donde actualmente se encuentra el acceso al parque nacional Quebrada del Condorito.

### Quinta y sexta etapa
Estas etapas se realizaron entre 1979 y 1987. La quinta, se realizó entre 1979 y 1982. Se trabajó entre Puesto de Pedernera y Puesto de Bustos (donde se cruza con la actual ruta provincial E-96), siendo el último tramo de la Ruta Provincial 34.
El sexto y último tramo, que corresponde al trazado entre La Pampilla y Puesto de Pedernera, fue construido recién entre 1983 y 1987. Con una extensión de 8,6 km y un ancho de calzada de 19,50m.
Se podría decir que finalmente en ese año, quedó concluida la obra de trazado y apertura de la ruta. Aunque aún faltaban numerosas obras a realizar como asfaltado, demarcado, señalización, alcantarillado, etc.

### Final de obra
En un principio la obra no se pavimentó. La intención de los Ingenieros era que se asentara todo el material (en especial el de relleno), hasta su natural estabilización. Mientras tanto se llevarían a cabo las tareas de conservación necesarias.
Finalmente, a finales de 1987, cuando la calzada alcanzó un grado de estabilidad aceptable, se decidió iniciar la pavimentación de toda la extensión del camino, desde su naciente, en Traslasierra. Además, los costos de conservación se habían elevado considerablemente. De esta forma, no solo se reduciría este costo de mantenimiento, sino que también se otorgaría seguridad a los automovilistas y vehículos de gran porte, que ya utilizaban esta nueva ruta en forma intensa.

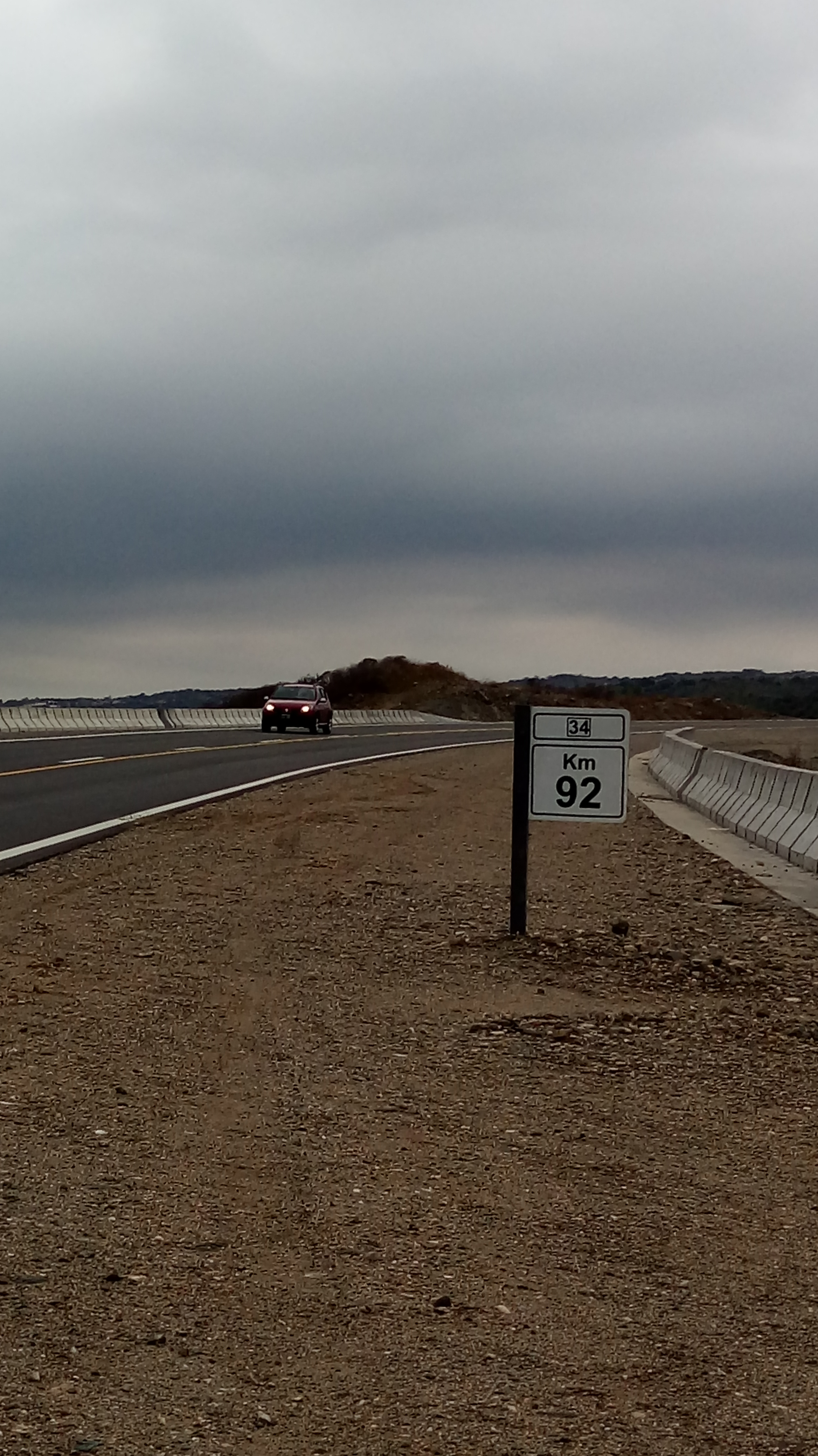
Imagen del último tramo de la RP 34 inaugurado en 2019

### Accesos
El acceso al nuevo camino se podía realizar desde dos puntos: Carlos Paz y Alta Gracia.
El primero se transformó en el más habitual, pero algunos optaban por el segundo, que si bien ya existía el tramo Puesto de Bustos - Bosque Alegre (donde actualmente se encuentra la Estación Astrofísica de Bosque Alegre, dependiente del Observatorio Astronómico de Córdoba y la Estación Terrena Bosque Alegre), y el tramo Bosque Alegre - Falda del Carmen (a solo 7 km de Alta Gracia por la Ruta Provincial C-45), el tramo de 29 km (de la vieja Ruta Provincial 181, que luego pasará a denominarse Ruta Provincial E-96), no estaba asfaltado. Pero en 1993, cuando la Ruta Provincial 34 había sido asfaltada en su totalidad, se decidió realizar la pavimentación de este tramo, con lo cual el camino entre Mina Clavero y Falda del Carmen quedaba habilitado para el tránsito seguro y confiable.
Por aquellos años, el entonces gobernador Ramón Mestre fue el encargado de inaugurar el tramo Bosque Alegre - Villa Carlos Paz, y que, como dijimos, estaba formado por la vieja Ruta Provincial 181 (hoy  RP E-96 ) y parte de la Ruta Provincial 14, que se iniciaba en el puente que divide Mina Clavero de Cura Brochero y finaliza en pleno centro de Villa Carlos Paz.

## Cruce de las sierras chicas
Aún con el trazado de esta importante arteria que daría impulso a todo el valle de Traslasierra, seguía habiendo un problema que era el acceso a esta ruta. Cruzar todo el ejido urbano de Villa Carlos Paz, San Antonio de Arredondo, Icho Cruz, y Cuesta Blanca, insumía un tiempo considerable que atentaba contra el beneficio que aportaba el nuevo camino. Así, se decide encarar un tramo complementario que cruzaría las Sierras Chicas, conectando la Ruta Provincial 34 con la  Provincial C-45 .
Esto completaría en forma definitiva el Camino de las Altas Cumbres, con un trazado y pendientes requeridas para el tránsito intensivo de camiones, colectivos y vehículos de menor porte. La idea era unir el Camino de las Altas Cumbres (desde el paraje Puesto de Pedernera), hasta interceptar la  RP C-45  (que enlaza la ciudad de Alta Gracia con la Autopista Justiniano Posse que une las ciudades de Córdoba con Villa Carlos Paz), en el paraje Falda del Cañete, contiguo al Centro Espacial Teófilo Tabanera.
Para ello, el gobierno de la provincia, firma un convenio con la nación para ejecutar, en conjunto la obra en forma paralela[cita requerida]. Esto significaba que el gobierno nacional realizaría los trabajos en el trazado desde la ruta C-45 hacia Puesto de Pedernera y la provincia haría lo propio desde Puesto de Pedernera hacia la ruta C-45 (hasta encontrarse ambos a mitad de recorrido). Además, la provincia repavimentaría la ruta  RP E-96  (ruta alternativa por Bosque Alegre).
El proyecto encontró resistencia de entidades ambientalistas por falta de estudios de impacto ambiental.
Esto implicó que la obra iniciada en los años 2011 - 2012 se viera retrasada.
Por ello, la expectativa de culminar la obra para fines de 2014, se vio frustrada y para septiembre de 2016 la obra que correspondía a la nación, estaba totalmente paralizada y en estado de abandono. Solo la obra de pavimentación de la vía alternativa por Bosque Alegre, se completó e inauguró en tiempo y forma, y el tramo que debía construir la provincia continuó su ejecución, aunque a un ritmo mucho más lento.

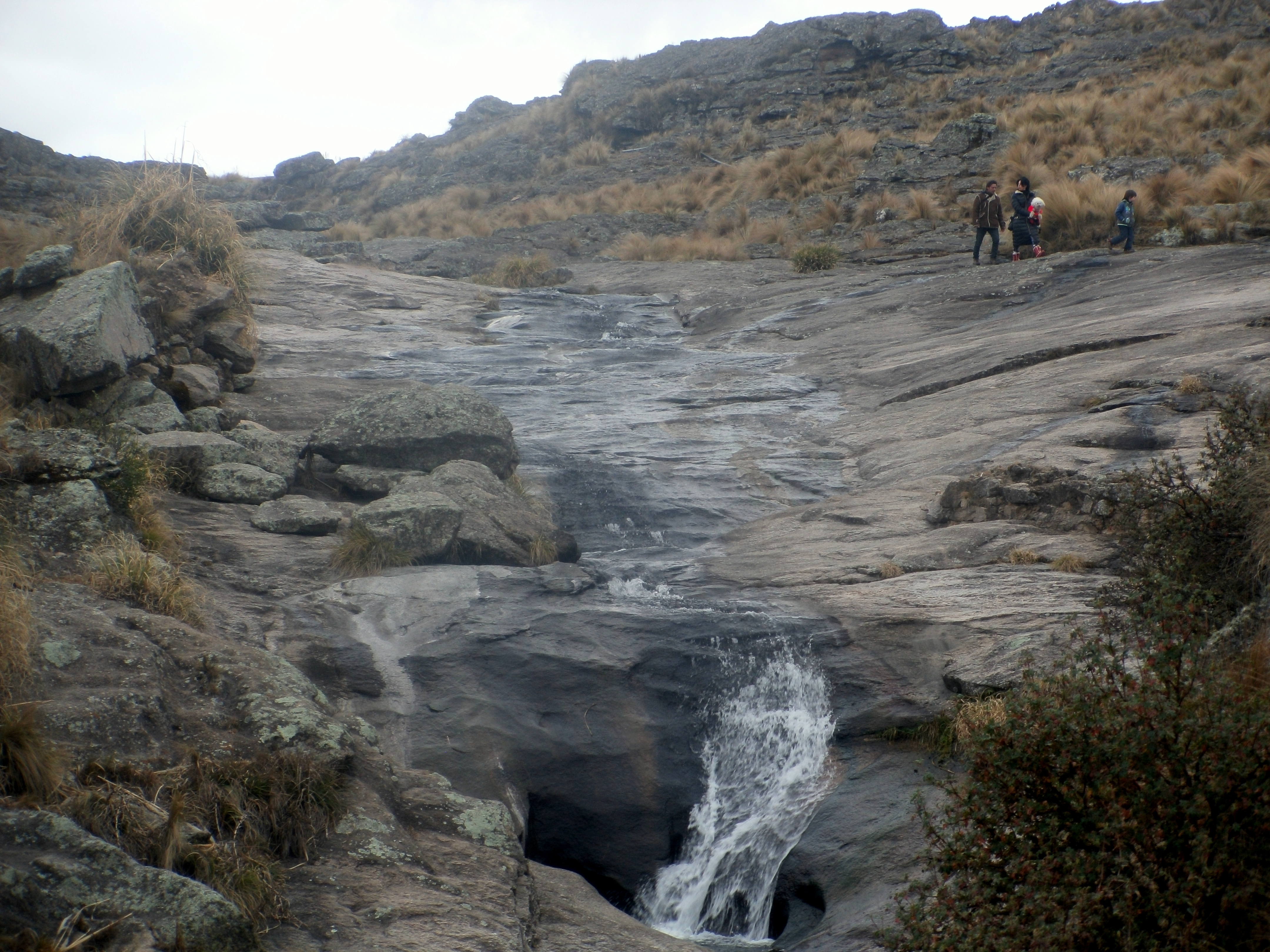
Cascada descendiendo de las sierras en cercanías a Pampa de Achala. La ruta en este trayecto atraviesa numerosas vertientes.

Con el cambio de gobierno nacional en 2015, las obras fueron retomadas a ritmo normal por ambas partes y se continuó con el trazado previsto, hasta unir los dos tramos en construcción.
Finalmente, en octubre de 2019, el último tramo fue inaugurado y habilitado al tránsito.
Así se puso fin a una obra que demoró 51 años en finalizarse.

## Proyecto nuevo trazado RP-34
Debido al alto congestionamiento de tránsito que presenta la  RP 14  entre las ciudades de Mina Clavero y Villa Dolores, en octubre de 2019 la Legislatura de la provincia de Córdoba aprobó un proyecto que habilitaba a la provincia a realizar la expropiación de terrenos necesarios para la construcción de la continuación de la Ruta Provincial 34 desde el kilómetro 5 aproximadamente y con rumbo oeste, para luego, paulatinamente, tomar rumbo sur, hasta interceptar a la actual  RN 148 , en su cruce con la Ruta Provincial E-91 (conocida como Avenida Circunvalación Sur), en la ciudad de Villa Dolores.
El proyecto intentó ingresar en sus etapas iniciales, pero se generó una fuerte polémica, con organizaciones ambientalistas, que impidieron que el nuevo trazado se ejecute sin impedimentos, debido a que no hay un estudio de impacto ambiental serio, responsable e imparcial. Esto es condición sine quanon, debido a que el trazado interesa importantes regiones de monte nativo virgen, y catalogado como zona roja y amarilla por el propio gobierno provincial (la misma ley los protege), para lo cual, las entidades ambientalistas plantean utilizar el trazado de la  RP S307 , que ya se encuentra demarcado y en uso, pero el gobierno provincial se opone rotundamente debido a que los costos se elevarían en demasía.
Actualmente (enero 2022), el proyecto está paralizado y no se vislumbra que algo vaya a modificar tal situación.

## Recorrido
|  | CONTgq | ABZq+lr | CONTfq |  |  |

|  | WASSERq | WBRÜCKE1 | WASSERq |  |  |

|  | WASSERq | WBRÜCKE1 | WASSERq |  |  |

|  |  | TBHFaq | tCONTfq |  |  |

|  |  | TBHFaq | tCONTfq |  |  |

|  |  | STR |

|  | GRZq | STR+GRZq | GRZq |  |  |

|  |  | STR |

|  | lNAT | TBHFaq | tCONTfq |  |  |

|  |  | TBHFaq | CONTfq |  |  |

|  | WASSERq | WBRÜCKE1 | WASSERq |  |  |

|  |  | BHF |

|  | CONTgq | KRZlr+lr | CONTfq |  |  |

|  | tCONTgq | KRZlr+lr | CONTfq |  |  |

|  |  | STR |

|  | GRZq | STR+GRZq | GRZq |  |  |

|  |  | STR |

|  | CONTgq | SHI4gl+lq | CONTfq |  |  |